# Patsy Smart
Patsy Smart (Chingford, 14 augustus 1918 – Northwood, Middlesex, 6 februari 1996) was een Engels actrice die het meest bekend werd door haar rol als de kleedster Mrs. Roberts in de befaamde serieUpstairs, Downstairs.
Ze trad ook op in: Danger Man, Dixon of Dock Green, Z-Cars, The Prisoner, The Avengers, The Sweeney, Doctor Who (The Talons of Weng-Chiang), Blake's 7, The Chinese Detective, Minder, Rentaghost, Terry and June, Farrington of the F.O., Casualty, Hallelujah!, en The Bill.
In haar latere rollen was zij een expert in het spelen van lieve oude dametjes zoals haar Mrs Sibley- en Miss Dingle-rollen in Terry and June. Een ander voorbeeld is de rol van de vrouw van een tuinman in Miss Marple-aflevering The Moving Finger met Joan Hickson.
Patsy Smart overleed op 77jarige leeftijd in Northwood, Middlesex in Engeland aan barbiturale vergiftiging.